# Rauf Dhomi
Rauf Dhomi (em albanês: Rauf Domi) (Gjakova,  Iugoslávia – atualmente Kosovo, 4 de dezembro de 1945) é um compositor de música clássica kosovar e professor na Universidade de Pristina. Dhomi é autor de muitas óperas, missas, cantatas, música sinfônica, etc
trilhas sonoras de filmes e musicais.
Antes de iniciar sua carreira na universidade, ele foi para uma escola em Prizren e estudou composição em Saraievo.